# Keyopsis palidiventer
Keyopsis palidiventer är en insektsart som först beskrevs av Ronderos och Cigliano 1991.  Keyopsis palidiventer ingår i släktet Keyopsis och familjen gräshoppor. Inga underarter finns listade i Catalogue of Life.